# Бенсън (Аризона)
Вижте пояснителната страница за други значения на Бенсън.
Бенсън (на английски: Benson) е град в окръг Коучис, щата Аризона, САЩ. Бенсън е с население от 4974 жители (2007) и обща площ от 92,5 km². Намира се на 1093 m надморска височина. ЗИП кодът му е 85602, а телефонният му код е 520.